# Rübezahls Hochzeit
Rübezahls Hochzeit er en tysk stumfilm fra 1916 af Paul Wegener og Rochus Gliese.

## Medvirkende
- Arthur Ehrens
- Rochus Gliese
- Hedwig Gutzeit
- Georg Jacoby
- Emilie Kurz